# Вагнер, Генрих Леопольд
Генрих Леопольд Вагнер (нем. Heinrich Leopold Wagner, 19 февраля 1747, Страсбург — 4 марта 1779, Франкфурт-на-Майне) — немецкий поэт и драматург эпохи «Бури и натиска».

## Биография
Старший сын купца. Окончив школу в Страсбурге, изучал юриспруденцию. Служил адвокатом во Франкфурте-на-Майне, был близок к И. В. Гёте и другим выдающимся писателям своего времени — Клингеру, Ленцу, Кауфману, Шубарту.
Основные сочинения Вагнера — сатира «Прометей, Девкалион и его рецензенты» (1775), драма «Позднее раскаяние» (1775) и пьеса «Детоубийца» (1776) — пользовались популярностью благодаря остроте и злободневности изображённых в них сословных конфликтов. В пьесе «Детоубийца» автор рисует развращающее влияние высших классов, проникающее и в честную мещанскую семью. Тенденция, преследуемая автором пьесы, подчеркнута ее подзаголовком: «Матери, обратите на это внимание». Драма «Детоубийца» произвела сильнейшее впечатление на немецкую публику. Она является образцом мелодраматической пьесы с социальной тенденцией.
Генрих Леопольд Вагнер умер от туберкулёза в 32 года.